# 恋Q部!
『恋Q部! (れんキューぶ)』は、モバイルファクトリーにより公開されていた恋愛シミュレーションゲーム。2013年12月25日mobageにて配信開始。mobageの他、GREE、dゲーム、Amebaでも配信されていたが、2017年12月15日をもってサービス終了となっている。2014年8月28日よりiPhone、Androidにてフルボイス版の配信開始をしたが、これも、2017年9月にサービス終了している。。2015年2月25日より続編となる『恋Q部!～Last Song～』配信開始（同じく配信終了）。キャッチコピーは、「私たちと、恋の研究してみませんか?」。
本項では、『恋Q部!』および続編の『恋Q部!～Last Song～』（以下、『LS版』と称する）について記述する。

## ゲームシステム

### ゲームの流れ
『おかえりなさいご主人様!!』と同様のスマートノベルシステムを採用している。キャラクター5人の中から1人を選び、チケットを消費しながらストーリーを進行させる（この他にパラレルという全ヒロインが一堂に会すハーレムストーリーがあるが、5人をクリアしてからでないと選択できない）。チケットは一定時間ごとに補充され、毎日ログインすることによって上限が最大8枚まで増える。ログインしないと最大チケット数が減る。
各キャラクターとも、ストーリー内のできごとをキャラクター側からの視点から描いた「裏話」が設定されており、コインかチップを使うことでロック解除できる。

### おみくじ
1日50回のおみくじをひくことによりチップをためられる。ためたチップはガチャに使ったり、裏話のロック解除に使える。

### 課外活動
LS版でおみくじに代わって導入されたシステム。カードコレクションシステムによって集めたカードで「恋愛力」をつけつつ、体力を使って活動を進行させる。活動を進行させることによってチップに代わる「ハート」がためられる。
カードはノーマルガチャ（1日1回無料のほか、ハートを使って行える）およびプレミアガチャ（コイン使用）で入手できる。同じカードは自動的に合成され、レベルが上がる。レベルの上限はない。
活動は全部で20のステージがあり、それぞれランダムにミッションが現れる。ミッションの成否は恋愛力の大きさに影響される。ミッションが成功すると通常よりやや多いハートがもらえ、体力が少し回復するほか、ランダムに「ハートのかけら」を入手できることがある。ハートのかけらには番号が振られており、全番号のハートのかけらをそろえるとオリジナルストーリーのロックが解除される。ハートのかけらの出現およびその番号はランダムで、すでに入手している番号のハートのかけらを入手することもある。この場合は何も利益はない。
ためたハートはオリジナル版のチップと同じく、ガチャに使ったり、裏話のロック解除に使えるほか、オリジナルストーリーによってはハートを消費することでロック解除できる物もある。

### ガチャ
チップ又はハートを使ってガチャができる。チケット補充アイテムや特別イラストなどを得られる。

## ストーリー
舞台は私立桜花学園の恋愛研究部、略して「恋究部」。傍若無人で女王様な部長、彩辻芹香に優れた人物眼を見いだされた主人公が、今日もまた恋に悩める男女の相談相手となるのだが……。

## 主要なシンボル・イベント
天使像
桜花学園の中庭の片隅にある像。ごくまれに空気の流れによって歌うような音を出すことがあり、その歌声のもと告白したカップルは永遠の幸せを得られるという伝説が伝わっている。LS芹香編では主人公の大学合格祝いとして桜花大学にも同じものが建てられた。
天使祭
老朽化した天使像の修復工事落成を記念して行われるイベント。

定期イベント
本編とは別にヒロイン達とデート、合宿、旅行などをするストーリー。イベントストーリーの大まかな設定は全員共通(修学旅行で京都へ行く、恋究部で海に行くなど)だがヒロインそれぞれのストーリーがある(1人各20話)。ストーリー用チケットアイテムを使用しないと全員コンプリートすることはほぼ不可能。アイテムを使用しなくても2人〜4人はコンプできるが、イベントポイントの上位に入ると報酬として書き下ろしイラストやイベントに関する裏話などが見られる。オリジナルの場合、本編とは違いすでに恋人同士になっている内容だがGWや梅雨のストーリーだったり、本編の時系列とは矛盾が生じる場合もある(前述の天使祭が夏休み後に行われている為)。

## 登場人物

### 主人公
声 - なし
恋究部唯一の男子部員。主人公を下僕扱いする芹香に優れた人物観察眼を買われ、半ば強引に入部させられる。国語の成績は優秀(テストでクラス1位)な反面、数学は苦手でありアイナ、佳織、芹香に教えてもらうシーンがある。文章力を活かし、恋究部ではラブレターの代筆依頼を担当している。桜花学園卒業後、桜花大学教育学部に進学し在学中に国語科教員の資格を取得する。大学卒業後は桜花学園の教師、恋究部顧問となりヒロイン達と結婚する。

### ヒロイン
西尾玲（にしお れい）
声 - 洲崎綾
主人公の従姉。母親同士が姉妹で幼いころから一緒にいることが多かった幼馴染み。世話焼きで姉御肌。両親が海外長期出張となったため、主人公の家に下宿することになったが、主人公の両親も海外出張していたため、学校には内緒で2人きりの共同生活をしている。それとともに桜花学園に転校、恋究部に入部。普段は朴訥としているが、恋愛に関してうぶだったり、からかわれるとテンパったりする一面もある。料理が得意。LS版では3年生になっているが、変わることなく主人公との同居生活を続けている。桜花学園卒業後、看護学校に通い看護師になる。結婚後は新居を購入し主人公の実家を出て2人で暮らすようになる。
筒井恵（つつい めぐみ）
声 - 西明日香
主人公のクラスメートであり、恋究部メンバー。小悪魔な雰囲気を醸し出し、男子ファン多数。ファンクラブまであるのに、もっと男心をつかみたいと恋究部に入部。アイナとは中学時代からの親友。小悪魔なキャラクターでありながら実はヘビーゲーマーで、「閃光のケイ」という異名を持つ。小悪魔なキャラクターの裏には、西が「練習していて涙が出た」という印象深く切ない秘密がある。LS版では3年生になり、ゲーム大会でアイナとの勝負に敗れ、世界大会へ出発するアイナに代わって体験入学の中学生の監督役を務めることになる。桜花学園卒業後、主人公と同じ桜花大学教育学部に進学する(一浪したが)。桜花大学卒業後は桜花小学校の教員となり音楽を教えている。本作は二人でラジオのレギュラー番組「洲崎西」を持っている洲崎と西の初共演作である。
浅倉アイナ（あさくら アイナ）
声 - 村川梨衣
主人公のクラスメートであり、恋究部メンバー。学生会副会長を務め、演劇部を掛け持ち、成績も優秀。清楚かつ品行方正で、男女・生徒先生問わず信頼厚く人気のある優等生。学生会会長の芹香が設立した学生会直属の部ということと、恋愛演劇の登場人物の気持ちをより知りたい思いから恋究部入部。実は歴史、特に戦国時代マニアという「歴女」の一面もあり、歴女モードになると大河ドラマのような口調に一変する。小柄だが腕っぷしが強い。LS版では、卒業した芹香に代わって学生会会長に任ぜられたほか、演劇部長、恋究部部長となる。桜花学園卒業後、桜花大学に進学し歴史の研究を行っている。大学卒業後は大学院に進学しその後は研究員となる。LSラストイベントでは結婚数年後に妊娠する。
歌野佳織（うたの かおり）
声 - 高森奈津美
桜花学園の講師。主人公のクラスの担任であり、恋究部顧問でもある。担当教科は数学。桜花学園のOG。クールかつ気さくで、指導も親身、優しさと厳しさを併せ持ち、生徒の人気は高い。生徒たちが素敵な恋を出来るようにとの願いを込めて、恋究部の顧問役を引き受けた。学校ではしっかりしているが、私生活ではズボラで料理・清掃などの家事が苦手で、親父趣味な一面もあり、主人公とのデート練習ではさんざんダメ出しを出される（主人公曰く「採点不能」）。特技は空手で黒帯級。LS版でも変わることなく桜花学園で教員を続けているが、主人公との将来を見据え花嫁修業に励んでいる。
彩辻芹香（あやつじ せりか）
声 - 田澤茉純
主人公の1学年先輩。桜花学園の学生会長にして恋究部部長。家は資産家で、桜花学園も彩辻家の経営。文武両道で、芸術部門でも目ぼしいコンクールを総なめする完全無欠の女王。学生間での人気は極めて高いが、実はドS。主人公とは中学時代から縁があり、ある弱みを握られたことから奴隷扱いされている。実際には芹香はそれより前から主人公のことを知っていたが、主人公はそのことを覚えていない。お化けが苦手だったり照れた時の反応が可愛いなどの意外な一面もある。幼い頃の雨の日に母親を亡くしたため、雨がトラウマとなっている。LS版では桜花学園を卒業し、桜花大学に進学するが、毎日のように部室に顔を出しており、部の雰囲気は変わっていない。桜花大学にも恋究サークルを作り進学してきた主人公、恵、アイナも所属している。桜花大学卒業後、父親から桜花学園の理事長職を引き継ぐ。余談だが、芹香との結婚のみ主人公が婿として彩辻家に迎えられているようである(他のヒロインは嫁入り)。

### その他の登場人物
ほとんどの登場人物はシルエットでの登場だが、※が付いてる人物は顔出しで登場している。
主人公の母
玲編で声のみ登場。能天気な性格。父については本編には登場しないが、イベント等に登場する。
玲の父
玲編で声のみ登場。玲と主人公が2人きりで生活していたことを知って玲を自分のところへ呼び戻そうとする。
玲の母
玲編で声のみ登場。主人公の母とは姉妹関係。2人きりの生活に理解を示し、玲の父を説得する。
田中（たなか）
玲編およびLS版芹香編で登場。芹香の執事兼運転手。芹香にはきわめて従順だが、彩辻家のしきたりにも忠実で、そのために芹香にあえて試練を与える厳しさもある。
車の運転は天才的で、玲編ではどんなに飛ばしても30分はかかるといわれた空港に10分で到着させた。LS版玲編ではさらに早く空港までに5分で到着させた。
パソコン部部員
恵編で登場。恋究部とともに天使祭の出しものとしてゲームを開発する。
杉崎（すぎさき）
恵編で登場。恵の中学時代の同級生。
ゲームセンターの店長※
恵編で登場。恵の行きつけのゲームセンターの店長。
演劇部部員
アイナ編で登場。部長を筆頭にアイナに強い信頼を寄せている。天使像撤去阻止の際にも活躍する。
ユウキ
アイナ編で登場。アイナを演劇部に誘った先輩で、憧れの存在。主人公はエピローグまで直接会わないがアイナの憧れの先輩として心を惑わされる。
人谷（ひとたに）
アイナ編で登場。桜花学園の新任校長。恋愛に寛容な校風を嫌い、天使像を撤去しようとする。
吉岡里香（よしおか りか）※
佳織編で登場。桜花学園1年生で、家庭教師である大学生とのデート成就のために恋究部に依頼する。
小泉和也（こいずみ かずや）※
佳織編で登場。佳織の学生時代の同級生で、佳織が片思いしていた相手。臨時講師として桜花学園に着任。
芹香の父※
芹香編で登場。桜花学園の理事長。妻を亡くしたせいもあり、芹香を溺愛するあまり自分の思う人生を強要してしまう。
東野夏未（ひがしの なつみ）※
LS版玲編で登場。主人公の中学時代の同級生。近くの予備校に夏期講習に通う目的で主人公の家に居候する。
自分の知らない時代の主人公に詳しく、芹香ら恋究部員ともすぐ打ち解けあう夏美に玲の気持ちは翻弄される。主人公のことを「ダンゴくん」と呼んだりする。
暁真佳（あかつき まよい）
LS版恵編で登場。天使祭でのライブを見て以来、恵の大ファン。自身も優れた歌唱力を持っているが、大変な人見知り。しかし恵に対してだけは積極的にアプローチする。
出谷（いでたに）
LS版アイナ編で登場。桜花学園の用務員。人谷校長の親戚で、天使像の一件でアイナに恨みを持ち、アイナを陥れようとする。
音無葵（おとなし あおい）
LS版佳織編で登場。佳織の中学時代からの親友。恋人として若すぎる主人公に不安を抱く。
教頭
LS版佳織編で登場。主人公と関係がばれ、佳織を停職処分にする。